# Joseph Wiesner
Joseph Wiesner (* 25. Januar 1913 in Liebenthal, Landkreis Löwenberg in Schlesien; † 26. November 1975 in Lörrach) war ein deutscher Klassischer Archäologe.

## Leben
Joseph Wiesner studierte Klassische Archäologie, Assyriologie, Ägyptologie und Antike Religionsgeschichte und wurde 1936 in Breslau bei Franz Messerschmidt und Ludolf Malten promoviert. 1937/38 war er Inhaber des Reisestipendiums des Deutschen Archäologischen Instituts. 1939 wurde er an der Universität Königsberg habilitiert und war dort bis 1942 als Dozent tätig, von 1943 bis 1945 war er als Dozent an der Universität München beschäftigt. Seit 1942 war Wiesner Mitglied des Deutschen Archäologischen Instituts. Seit 1943 war er Mitarbeiter des vom SS-Ahnenerbe aufgestellten Sonderkommandos Jankuhn, das in Heinrich Himmlers Auftrag in Südrussland prähistorische Fundstücke beschlagnahmte.
Nach dem Krieg war er zeitweise als Lehrer an der Schule Birklehof tätig. Von 1949 bis 1950 war Wiesner planmäßiger außerordentlicher Professor an der Universität Halle, 1954 wurde er Lehrbeauftragter und schließlich Honorarprofessor an der Universität Freiburg.
Wiesner forschte zu Religion und Kunstgeschichte der Antike, des Alten Orients und der eurasischen Reitervölker.

## Schriften (Auswahl)
- Grab und Jenseits. Untersuchungen im ägäischen Raum zur Bronzezeit und frühen Eisenzeit, Töpelmann, Berlin 1938 (Religionsgeschichtliche Versuche und Vorarbeiten, Bd. 26) (= Dissertation).
- Fahren und Reiten in Alteuropa und im alten Orient. Hinrichs, Leipzig 1939. Nachdruck Olms, Hildesheim 1971.
- Vor- und Frühzeit der Mittelmeerländer (2 Bände), de Gruyter, Berlin 1943.
- Olympos. Götter, Mythen und Stätten von Hellas. Topographisch-mythologischer Führer durch das klassische Griechenland. Techow, Nieder-Ramstadt bei Darmstadt 1960; auch Wissenschaftliche Buchgesellschaft, Darmstadt 1960.
- Ägyptische Kunst, Ullstein, Frankfurt-Berlin 1963 (Ullstein-Kunstgeschichte, Bd. 3).
- Die Kunst des Alten Orients, Ullstein, Frankfurt-Berlin 1963 (Ullstein-Kunstgeschichte, Bd. 2),
- Die Thraker. Studien zu einem versunkenen Volk des Balkanraumes, Kohlhammer, Stuttgart 1963 (Urban Bücher, Bd. 41).
- Fahren und Reiten. Vandenhoeck & Ruprecht, 1968 (Archaeologia Homerica, Lieferung F).